# 小溪镇 (平和县)
小溪镇，是中华人民共和国福建省漳州市平和县下辖的一个乡镇级行政单位。

小溪镇為 1949 年以後之平和縣治，為閩南語區。
小溪镇鎮中心原名琯溪龜頭城，聚居著張氏宗族，該縣人民大禮堂，原即琯溪張氏宗祠。其開基祖鐵崖公，宋末自永定奧杳攜長子遷來；元配華一娘帶次子開基南靖書洋塔下。至今奧杳、塔下仍說永定南部腔的客語。
小溪镇琯溪黃氏也來自永定金豐里碗窗社。
巫氏肇基寧化，遷永定大溪口，復遷小溪鎮丘川。
小溪镇溪洲村源於來自海澄縣蔡港的蔡氏、以及來自龍溪縣下田頭的坑裡村蔡氏。
平和縣縣治南郊的產坑村為平和縣李氏的始居地。李氏自寧化石壁遷上杭稔田鎮楓朗、永定溪西崁下（一說湖坑）、永定大溪鄉莒溪；復遷平和縣安厚鎮、小溪西山，雅稱為侯山。西山李氏的系列祖地寧化石壁、上杭楓朗、永定湖坑，以及後續的遷居地 ─詔安秀篆青龍山。

## 行政区划
小溪镇下辖以下地区：
城东社区、建设社区、东大社区、东风社区、九一七社区、广宝社区、共和村、古楼村、联星村、西林村、高南村、玉溪村、宝善村、新桥村、豆坪村、枫埔村、旧楼村、厝丘村、金光村、产坑村、联光村、五村、溪州村、南寨村、岩坂村、湖田村、内林村、坑里村和旧县村。

## 沿革
- 1958年置山格公社。
- 1962年置小溪镇。

## 特产
琯溪蜜柚：至今已有500多年的栽培历史。清朝乾隆年间被列为朝廷贡品，同治皇帝赠赐"西圃信记"印章一枚及青龙旗一面，作为贡品标识和禁令。

## 文化
平和龙艺：小溪镇被福建省文化厅命名为"中国民间文化艺术(龙艺)之乡"。成为福建省唯一被命名为"中国龙艺之乡"的乡镇。
龙艺是平和县广泛流行的一种民间艺术。龙艺一般由龙头、龙段、龙尾三部分组成。龙头和龙尾的扎制、装饰以及舞蹈动作略同于传统舞龙。龙段由数十块“艺板”连接而成，每块木艺板称“节”。每节长约3米，宽约0.3米，木制。每节艺板由两位壮汉肩抬，称“扛艺”。艺板上用竹、木、纸、绢等材料扎成楼、阁、舟、车模样，并点缀花卉草虫鱼和彩灯，此项工艺称“装艺”。每块艺板上站一位5至8岁少女或少男，都按戏曲人物打扮，称“艺旦”。龙艺的节数不一，有24节、36节、48节多种。